# Raspailia arbuscula
Raspailia arbuscula är en svampdjursart som först beskrevs av Lendenfeld 1888.  Raspailia arbuscula ingår i släktet Raspailia och familjen Raspailiidae. Inga underarter finns listade i Catalogue of Life.